# عبدالله، امیر قرطبه
عبدالله بن محمد بن عبدالرحمن اموی (عبدالله بن محمد؛ ۱۱ ژانویه ۸۴۴ – ۱۵ اکتبر ٩١٢) هفتمین فرد از امویان بود که بر امارت قرطبه دست یافت و میان سنوات ۸۸۸ تا ۹۱۲ در اندلس فرمان راند.